# Soupe populaire pour enfants de Casablanca
Vous pouvez aider à l'améliorer ou bien discuter des problèmes sur sa page de discussion.
- Il semble être autobiographique ou autocentré et avoir fait l'objet de modifications substantielles, soit par le principal intéressé, soit par une personne en lien étroit avec le sujet. Il peut être nécessaire de l'améliorer pour respecter le principe de neutralité de point de vue. (Marqué depuis juillet 2022)
- Il peut contenir un travail inédit ou des déclarations non vérifiées. Vous pouvez l’améliorer en ajoutant des références. (Marqué depuis juillet 2022)

Vous pouvez aider à l'améliorer ou bien discuter des problèmes sur sa page de discussion.
- Il ne s’appuie pas, ou pas assez, sur des sources secondaires ou tertiaires. (Marqué depuis juillet 2022)
- Il n’est pas rédigé dans un style encyclopédique. (Marqué depuis juillet 2022)

- Archive Wikiwix
- Bing
- Cairn
- DuckDuckGo
- E. Universalis
- Gallica
- Google
- G. Books
- G. News
- G. Scholar
- Persée
- Qwant
- (zh) Baidu
- (ru) Yandex
- (wd) trouver des œuvres sur Wikidata

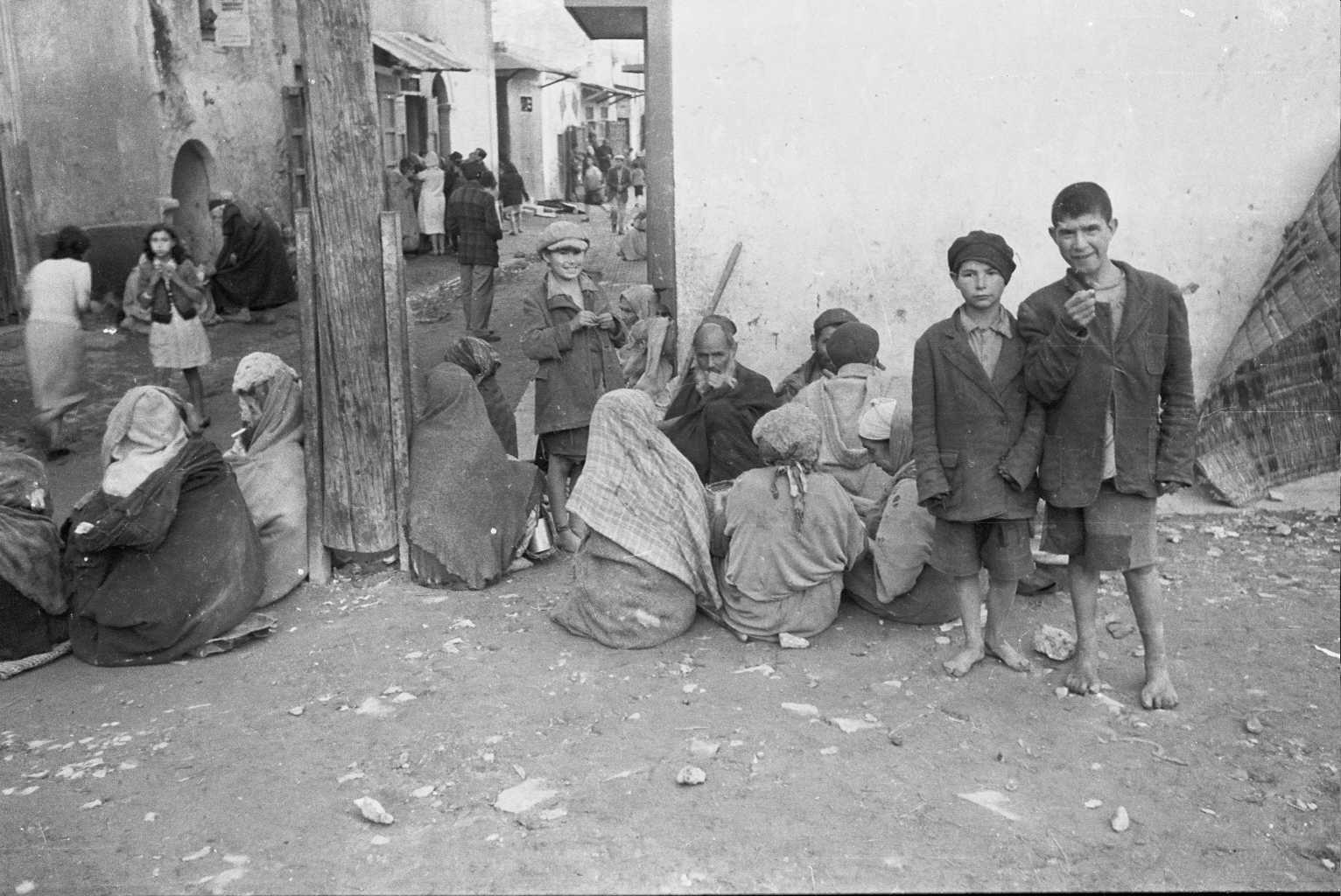

La Soupe populaire pour enfants (SP)   est une œuvre créée en 1941 par Elias Suraqui à  Casablanca qui en était le président jusqu’en 1961. La SP a cessé ses activités en 1964. La SP était située dans une impasse du mellah (ghetto juif) de Casablanca au sein du quartier juif surpeuplé et d'une extrême pauvreté. L'objectif était de fournir des repas chauds ainsi que d’éduquer de jeunes enfants juifs défavorisés qui avaient entre 6 et 8 ans. La SP recevait 300 enfants par an. Les activités cessèrent en 1964, alors que le mellah commençait à se dépeupler de sa population juive. On estime à environ 6000 le nombre d’enfants qui ont été assistés et scolarisés dans ce cadre. Le personnel était composé d'un directeur et d’une dizaine d’institutrices, de cuisinières, d’infirmières et d’éducateurs à temps partiel ou à temps plein. L’institution était financée et soutenue à partir de 1948 par l'American Jewish Joint Distribution Committee (JOINT or JDC), l’Alliance israélite universelle (AIU),l'Œuvre de secours aux enfants (OSE), ainsi que des donateurs privés

## Contexte

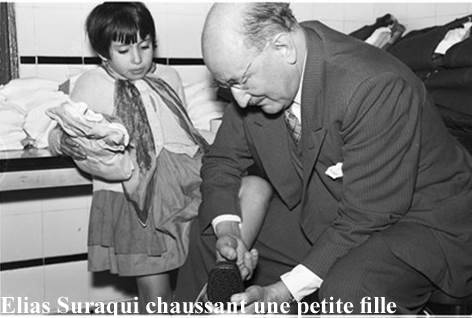

En 1941, avec 40 000 habitants, le mellah de Casablanca était le plus peuplé du Maroc. La misère était profonde, des familles entières vivaient agglutinées dans une seule pièce. Les enfants étaient en haillons et parfois sans chaussures. La sous-alimentation chronique et les épidémies sévissaient surtout chez les enfants qui étaient atteints de la teigne, du trachome et de la tuberculose dues à la promiscuité. Les autorités françaises sous les ordres de Vichy n’étaient pas enclines à financer un transfert partiel de cette population juive vers des habitations salubres en ville européenne. Même après la guerre, ces autorités se sont concentrées prioritairement sur la construction de logements bon marché dans la ville européenne dans le but d'y accueillir les travailleurs marocains venant des campagnes,, dont la cité avait grandement besoin pour son développement. Quant aux organisations juives, jusqu’en 1945, elles concentrèrent leurs efforts sur les rescapés de la Shoah. Ce n’est qu’à la fin des années 1940 qu'elles ont commencé à faire face au problème. Entre les années 1940-1960, une immigration interne au Maroc s’est produite: la population juive des campagnes s’est déplacée au profit des grandes agglomérations principalement Casablanca, contribuant ainsi à augmenter la population urbaine,. En 1960, le recensement de la population juive au Maroc était le suivant:
| Population juive marocaine                | 160 032 |
| Population juive Casablanca               | 71 175  |
| Estimation juifs de nationalité étrangère | 20 000  |
| Totale de la population juive au Maroc    | 180 032 |

### LesHedarims(classes d'étude pour enfants)

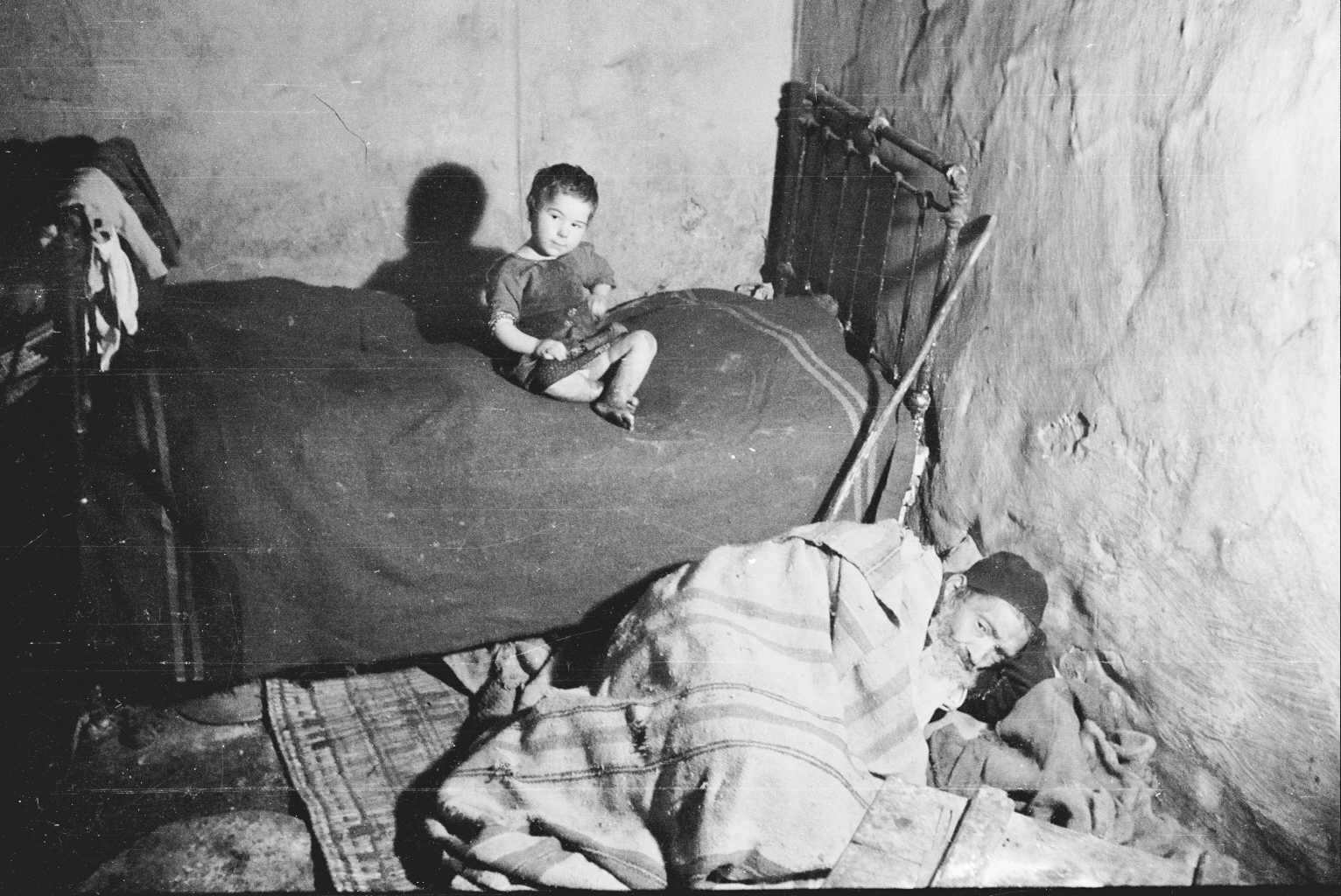
Photo du Mellah de Casablanca (1940)

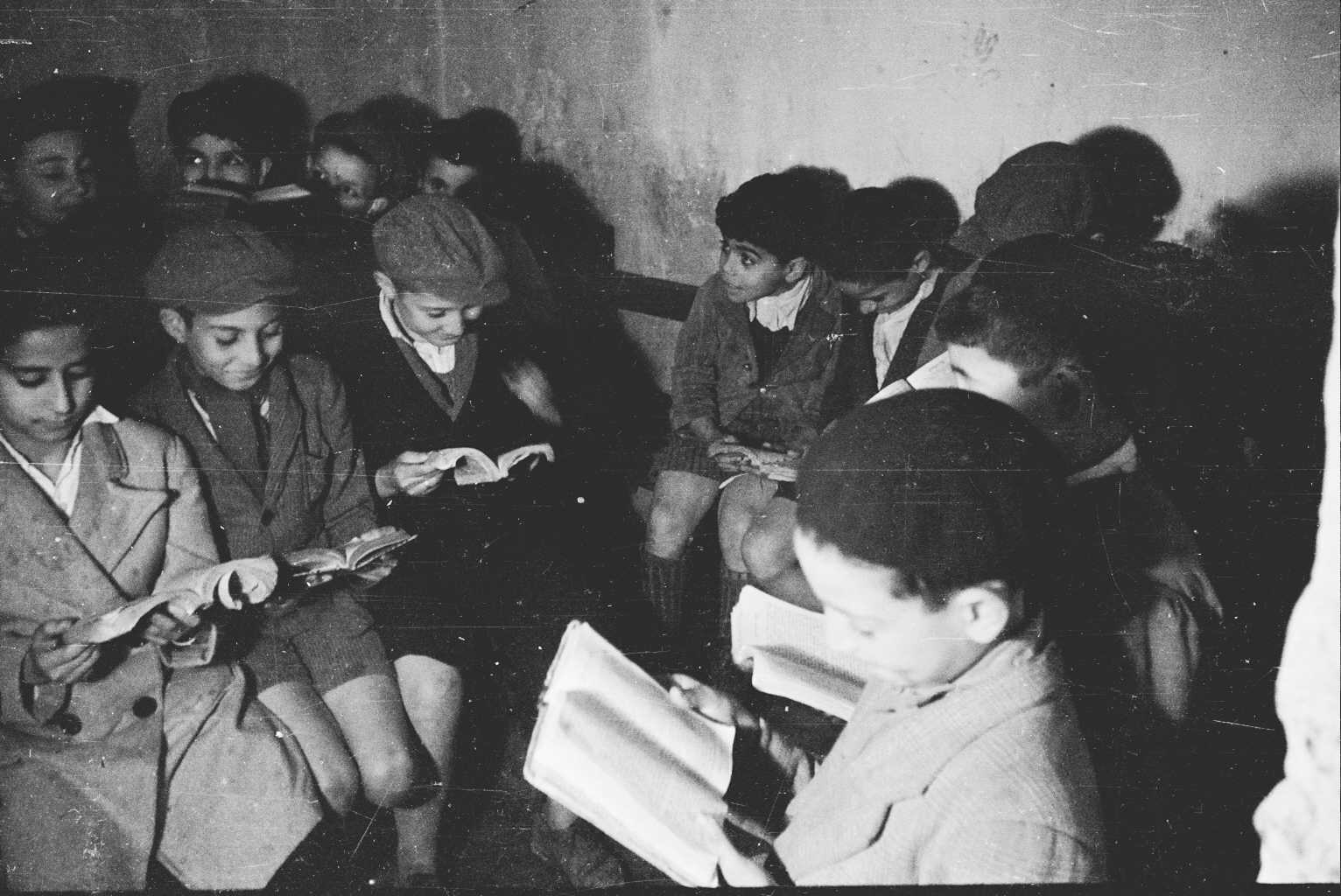
Heder mellah Casablanca 1942

En 1941, les seules structures du mellah qui s’occupaient de l’enfance étaient les hedarims. Ces dernières étaient des pièces closes, sans ventilation, sans meubles, souvent sans fenêtres où les jeunes enfants (les garçons en général) étaient agglutinés les uns sur les autres sous la houlette d’un instructeur adulte qui leur enseignait l’alphabet hébreu et les prières. Il n’y avait pas un seul mellah au Maroc (ou ailleurs) qui n’avait pas son ou ses hedarim et ceci même dans les coins les plus reculés de l’Atlas là où les communautés juives n’avaient aucun ou très peu de contact avec l’extérieur. L’existence des hedarim est une spécificité juive qui a perduré à travers l’Histoire. Cette singularité a fait que pendant des siècles, l’analphabétisme du moins en ce qui concerne les hommes, n’existait pas chez les juifs. Les hedarim étaient la cause principale de la propagation des maladies contagieuses qui faisaient des ravages au sein du mellah. Dès la fin des années 1940, les organisations philanthropiques juives, le JOINT en tête, ont combattu avec virulence l’institution des hedarim. En 1948, un rapport interne du Joint disait : « Notre projet est de sortir environ 2 000 enfants des hedarim du Mellah (de Casablanca) et de leur fournir des garderies décentes durant la journée ». Le JOINT a ainsi financé des structures alternatives (Talmud Thora, Lubawitch, la SP et autres) qui seraient capables de concurrencer les hedarim. En 1952, le JOINT a expressément demandé à ces organisations d’intégrer en priorité absolue les enfants venant des hedarim. Cette politique a finalement porté ses fruits car à la fin 1952, il n’y avait plus de hedarims dans le Mellah de Casablanca.

## Historique

### 1941-1947

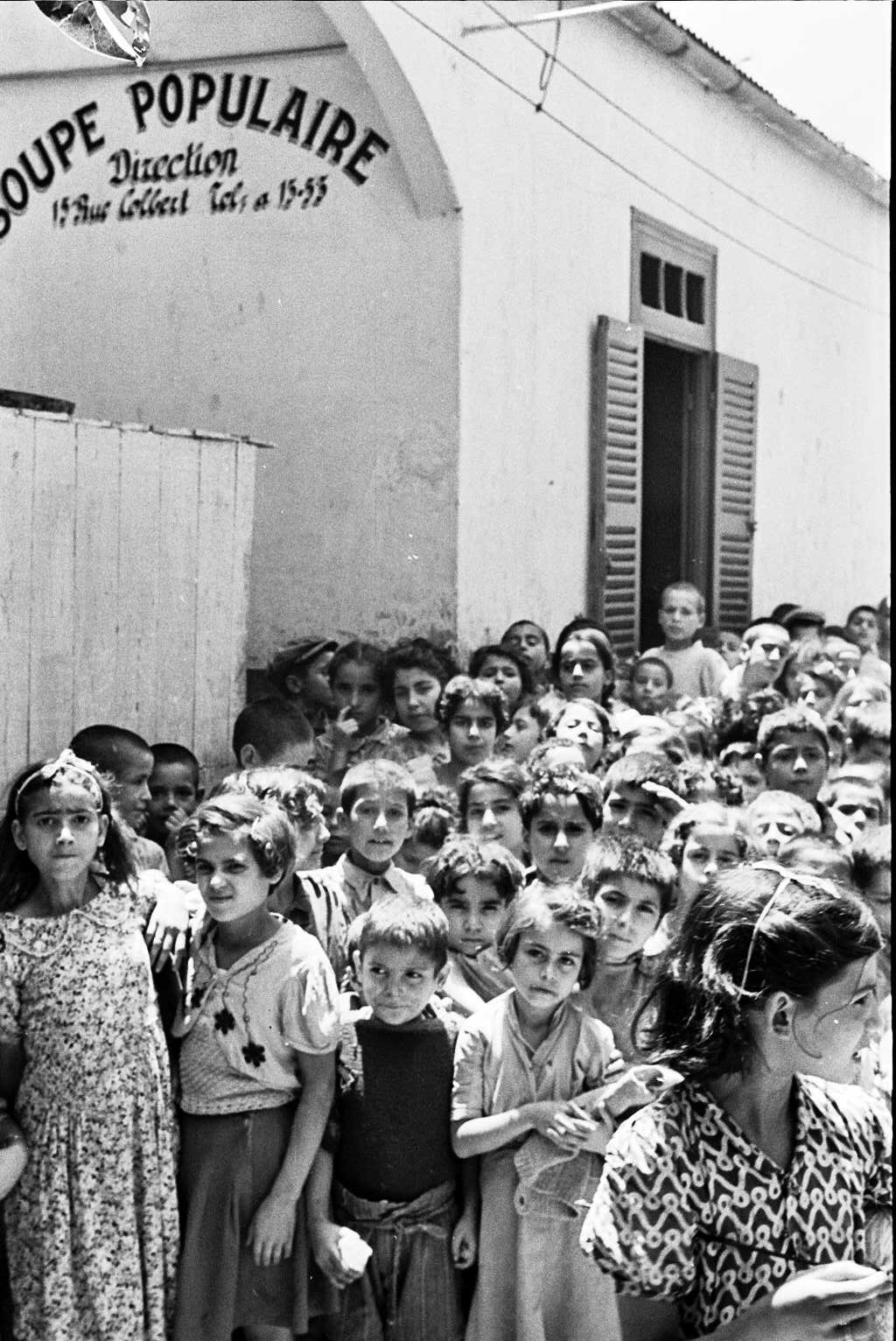
L'impasse, entrée de la Soupe populaire

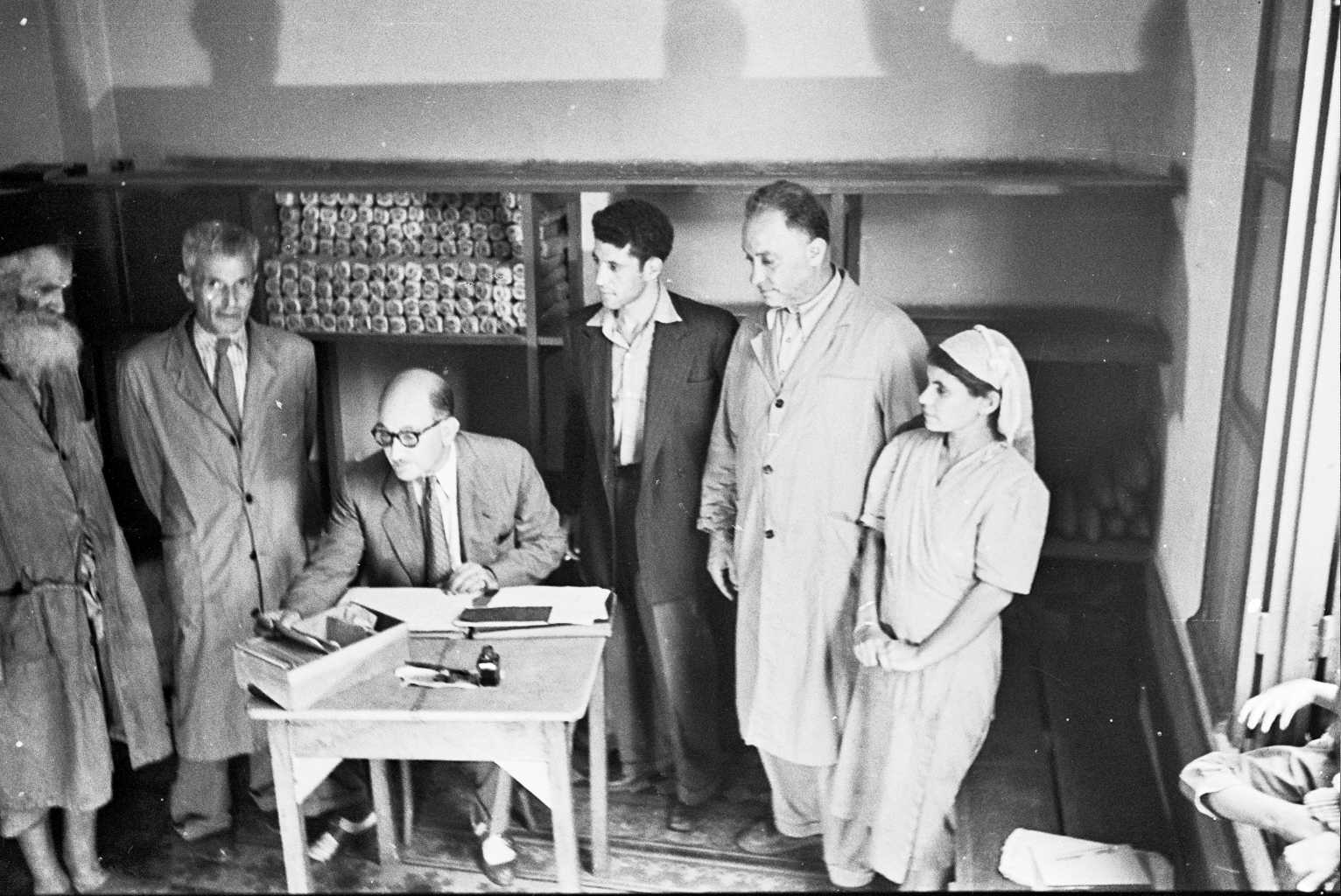
Le fondateur et assistants 1942

L’initiative de la création de la SP a été prise en 1941 au moment où le mellah de Casablanca connaissait une croissance démographique galopante et où les conditions d’hygiène et de sous-nutrition étaient préoccupantes. Peu de documents subsistent sur la première période de la SP, le nombre d’enfants bénéficiant de la cantine est inconnu. Au tout début, une seule institutrice avait été engagée et une seule classe de trente enfants fonctionnait,. Le premier directeur de la SP a été Armand Tordjman, le comptable était M. Elbaz. Quelques assistants et des cuisinières ont été embauchés. Il y avait un accord avec des marchands du marché central d’alimentation de Casablanca, qui donnaient des surplus et qui vendaient de la nourriture à prix réduits. La Région civile (de Casablanca) a fourni des bons de tissus qui ont été taillés gratuitement par des entreprises de tailleurs juifs et les vêtements ont été distribués par des bénévoles. Des minotiers fournissaient de la farine à bas prix, avec laquelle un boulanger fabriquait du pain gratuitement,. En 1941 au moment de la création de la SP, les structures juives capables d’intégrer les enfants du Mellah n’étaient pas équipées pour parer aux besoins, ou n’étaient pas encore implantées. Ces structures JOINT, ORT, Alliance israélite universelle, OSE, et autres furent surtout actives dans les années suivantes. Après l’indépendance du Maroc en 1956, la population juive du mellah quitta progressivement le ghetto qui se dépeupla.
La SP était localisée dans une impasse du mellah de Casablanca 113 boulevard du 2e tirailleurs (actuellement bd Tahar el Alaoui). Les locaux étaient exigus, deux salles de classe qui servaient alternativement de réfectoire pour la cantine, un bureau, une cour de récréation et l’impasse elle-même où se menaient des activités au grand air. Dans les deux décennies suivantes, il y a eu quelques agrandissements, mais la configuration des lieux a peu évolué. Tout au long de son parcours la SP a souffert de l'exiguïté des locaux.

### 1948-1964

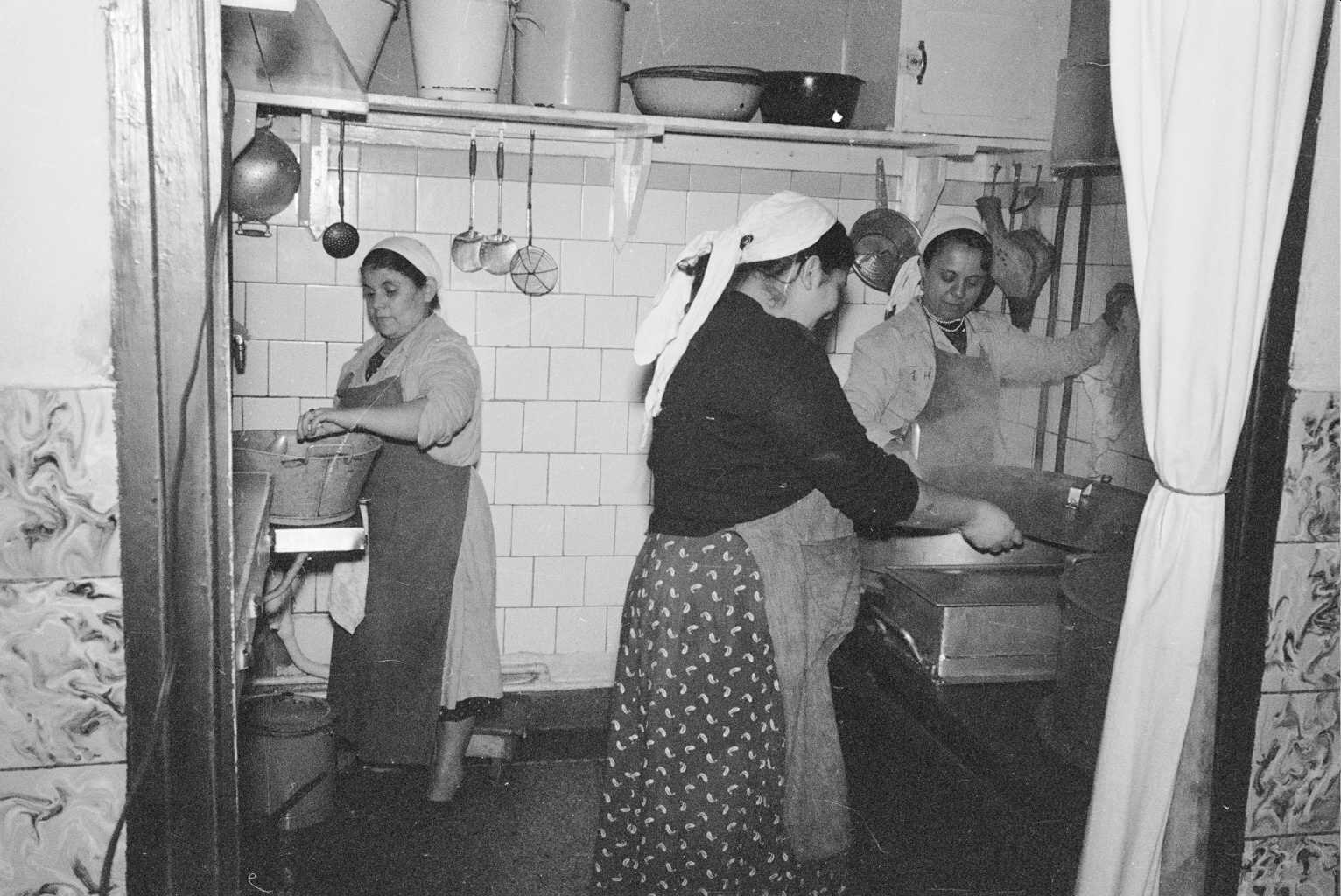
Les cuisinières dans les années 1950.

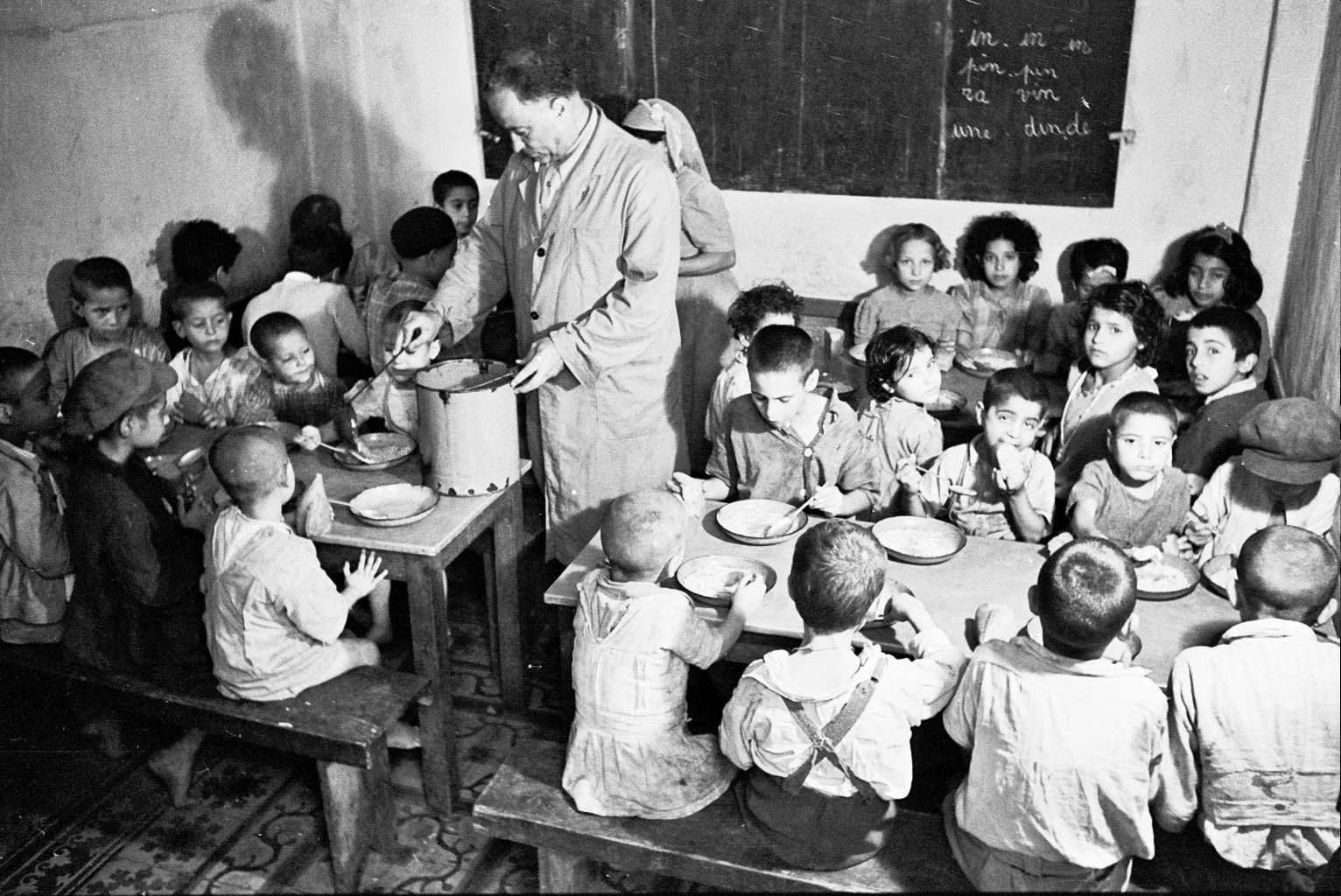
Cantine/Classe années 1940.

À partir de 1948, une certaine immigration s’est faite vers Israël, mais elle était inférieure à l’accroissement naturel de la population. De plus, il y a eu une immigration des mellahs de la périphérie vers le mellah de Casablanca, qui a aggravé le problème démographique de ce dernier. Dans les quelques années qui ont suivi la fin de la guerre, les organisations juives philanthropiques se sont concentrées sur l’Europe pour apporter soutiens et aides aux rescapés de la Shoah. Cependant dès le début des années 1950 un effort de plus en plus important s’est reporté sur les populations juives présentes en terre d’Islam. La principale œuvre juive, le JOINT a consacré des moyens financiers considérables,, et a mis en place des structures administratives capables de soutenir une politique d’aide et à employer à titre de conseillers ou d’employés des centaines d’experts que ce soit dans le domaine de la santé, de la nutrition, de l’éducation, de l’organisation des finances et du suivi des investissements. Concernant le Maroc, le JOINT a réalisé que la tâche était trop lourde et qu’une difficile sélection des buts à atteindre devait être faite. La décision stratégique de reporter le gros des efforts sur l’enfance a été prise dès la fin des années 1940. C’est dans ce cadre qu’en 1948, le JOINT accepta de collaborer et de soutenir la SP (et pratiquement toutes les autres institutions pour enfants du Maroc) car ces projets étaient conformes à sa stratégie globale. Cette collaboration n’a fait qu’augmenter avec les années. Ces institutions étaient principalement:
| Talmud Torah         | 1400 enfants |
| Lubavitcher          | 780 enfants  |
| Ozar Hatorah         | 630 enfants  |
| Em Habanim           | 350 enfants  |
| La Maternelle        | 350 enfants  |
| Soupe populaire      | 300 enfants  |
| Garderie Finzi (AIU) | 185 enfants  |

### Les statuts et la nomenclature
La SP était dirigée par un directeur nommé par le président ainsi que par le comité de l’œuvre. Le rôle du directeur était de vérifier la tenue des livres de comptabilité, le bon fonctionnement des cuisines et des classes, de veiller à l'approvisionnement en produits utilisés dans la restauration et l’hébergement, à la gestion des stocks, de négocier avec les fournisseurs, de passer les commandes et de réceptionner les marchandises. Le JOINT contrôlait ses activités, adressait ses remarques et critiques au Président qui était ultimement responsable du fonctionnement de l'œuvre et qui à son tour donnait des instructions au directeur. Dans les années 1950 et 1960 les directeurs étaient M. Cohen et M. Teboul. En 1959, trois ans après l’indépendance du Maroc, la SP changea ses statuts pour s’adapter à la nouvelle législation marocaine concernant les œuvres philanthropiques.

## Le JOINT
À partir de 1948, la contribution du JOINT a été déterminante,. Le JOINT a financé intégralement l’alimentation de l’œuvre, ce qui représentait la partie essentielle du budget total. En plus des frais de fonctionnement de la cantine, le Joint a fourni régulièrement des denrées alimentaires, principalement : lait, beurre, fromage, huile, haricots secs, farine, riz, sucre, confiture,. Le Joint a commandité des équipes de médecins nutritionnels, généralistes et spécialistes. Les visites des médecins se faisaient au moins trois fois par an. Le JOINT a délégué de nombreux experts chargés de vérifier le bon déroulement de la gestion de l’œuvre, et de l’utilisation des fonds alloués. Ses administrateurs ont constamment envoyé des rapports dont les conclusions et recommandations étaient reportées à la direction de la SP. il est arrivé que le JOINT se félicitait des progrès accomplis. À titre d’exemple, dans le rapport annuel de 1958, on pouvait lire.
« Concernant la Soupe Populaire d'Enfants, de nombreux changements positifs ont été réalisés. Une nouvelle infirmerie a été créée et l’ancienne a été convertie pour laver et préparer les légumes, cela permet d’assurer une plus grande propreté et de faciliter le travail de la cuisine. Un nouvel équipement dans la cuisine allège le travail tout en augmentant l’hygiène dans la préparation des repas. Une des classes a été convertie en salle à manger ce qui permet de servir les repas plus efficacement. »
En 1956, le coût journalier de la contribution alimentaire du JOINT était estimé à 8 938 francs (non compris le prix des denrées importées). Cette somme ne comporte pas les frais d’experts, de voyage, etc. elle correspond à environ 200 euros (valeur 2021), soit 6 000 euros par mois. En 1957, le coût annuel de la cantine était de 2 234 750 francs, soit environ 48 000 euros actuels. En 1962, le coût mensuel de la cantine était de 8 981,97 francs et les frais de fonctionnement 4750 francs soit un total mensuel de 30 400 euros (valeur 2021). Le JOINT procédait également à une distribution de vêtements au moins une fois l’an. Par exemple en 1958, le budget des vêtements concernant la SP était de 957 050 francs (soit 20 200 euros de 2021). Chaque année, l’antenne du JOINT au Maroc rédigeait un rapport de synthèse sur l’ensemble de ses activités. Ce rapport s'appuyait sur un vaste annuaire composé de milliers de documents (expertises de spécialistes, discussions entre experts, minutes de débats, rapports de comptabilité, bilans sanitaires, relations avec les autorités et bien d'autres encore). Le but du rapport était de tirer les enseignements de l’année et de soumettre des recommandations pour les années suivantes. Ces rapports ont montré que le nombre d’enfants pensionnaires de la SP oscillait entre 300 et 315, hormis la dernière année de fonctionnement en 1964 où le nombre d’enfants était de 210.
Deux autres organisations juives sous l’égide et en collaboration étroite avec le JOINT ont joué un rôle prépondérant dans le maintien et le fonctionnement de la SP, il s’agit de :

### L’Alliance israélite universelle (AIU)

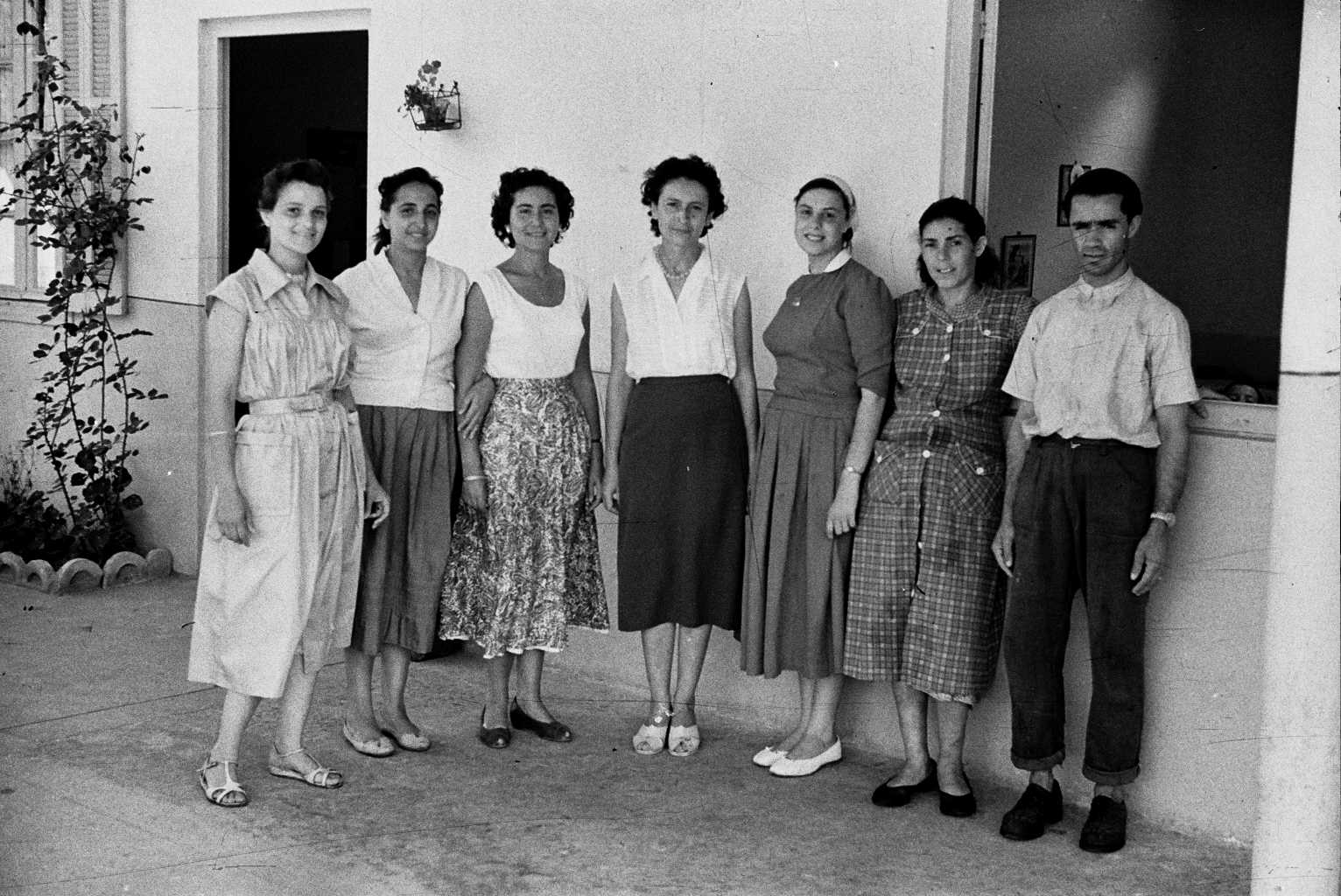
La directrice (centre) et les institutrices.

La contribution de L’AIU sur le plan éducatif a été essentielle. C’est cette organisation qui a fourni les directrices, les institutrices et les assistantes scolaires qui étaient des salariées de l’AIU et qui travaillaient à plein temps à la SP, c’est elle qui a établi également le programme d’étude. Pour cela l’AIU recevait une contribution partielle du JOINT. L’enseignement se faisait en deux langues français et hébreu. Mme Pérahia qui fut directrice de la garderie ch. Finzi de l’AIU fut une des dernières directrices de la SP.

### L’Organisation du Secours à l’Enfance (OSE)

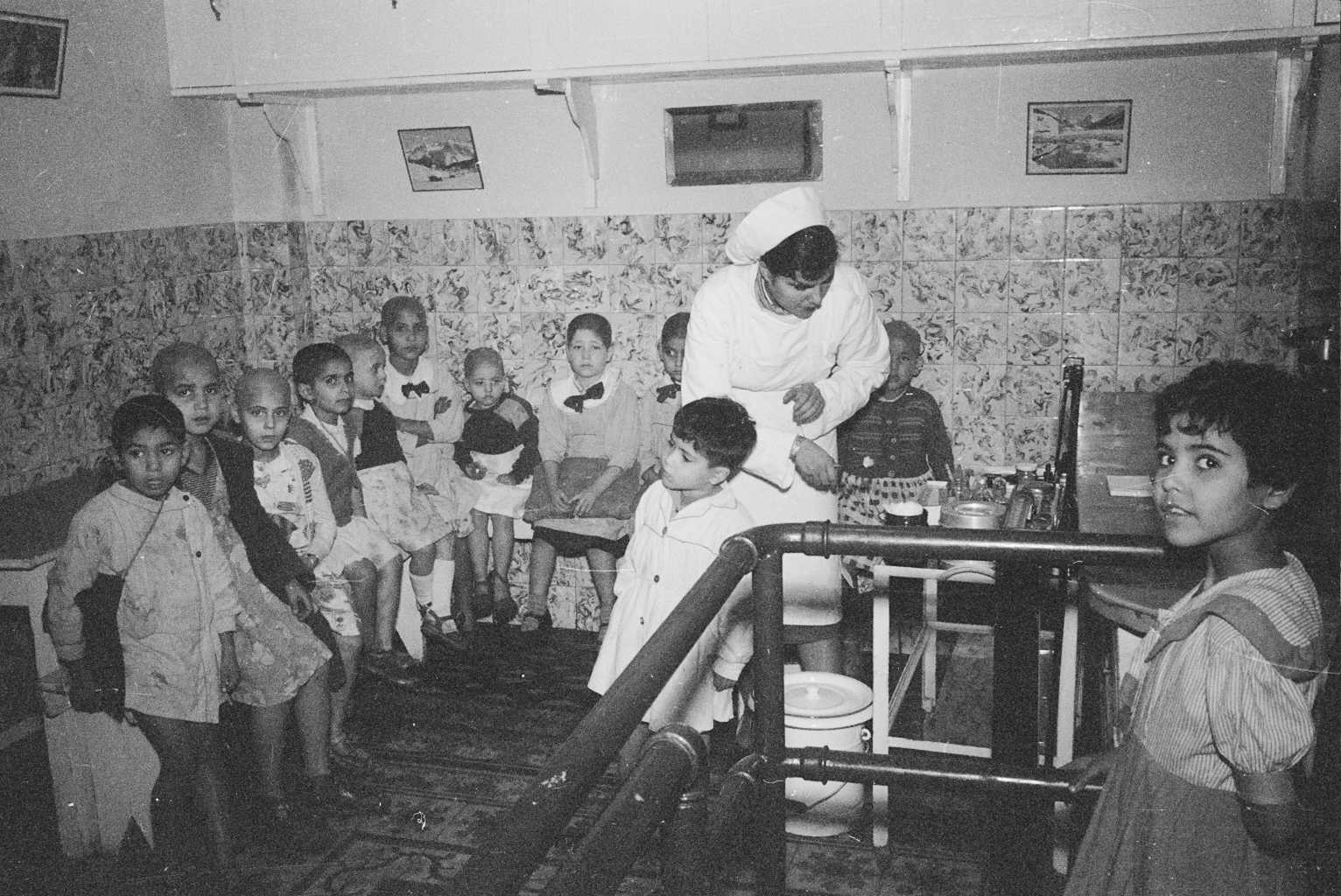
Infirmerie Soupe Populaire (années 1950).

L’OSE a été très active au Maroc, sa contribution à la SP débute dès la fin des années 1940. En collaboration et avec un financement partiel du JOINT, l’OSE envoyait des médecins au moins trois fois par an afin d'examiner l’ensemble des 300 enfants. En cas d’urgence ou de nécessité les enfants étaient envoyés au dispensaire de L’OSE à Casablanca. L’OSE a entrepris un programme d’évaluation du régime d’amélioration nutritionnelle dont la SP a été le projet pilote au Maroc. À la suite du succès du régime alimentaire, celui-ci a été étendu à d’autres institutions juives du Maroc. L’OSE était chargée de l’examen médical de routine des enfants, du programme annuel de vaccination, des soins des maladies récurrentes d’enfants et avait même une infirmerie à la SP où les enfants malades étaient traités sur place. Au début des années 1950, L’OSE s’est pourvue à Casablanca d’un dispensaire médical ultra moderne avec un personnel de haut niveau. Cette structure pouvait faire face aux maladies les plus courantes et aux cas d’urgence. L’OSE a entrepris une campagne massive contre le trachome, dont devait bénéficier les enfants de la SP. En 1954 70 % des enfants de la SP étaient trachomateux, en 1955, il n’y en avait que 50% et en 1956, 30%. Également dans les années 1950, l’OSE a entrepris une campagne massive de traitements aux rayons X des enfants afin de combattre la teigne et d’autres maladies, les enfants de la SP ont aussi fait partie de ce programme. Quelques décennies plus tard, ce traitement a été un sujet de controverse. En 1959, l’OSE a introduit pour la première fois au Maroc un traitement antibiotique la griséofulvine, contre la teigne apparemment avec succès et sans effets négatifs à long terme.

## Les actions

### Le Programme de suralimentation (1948)
Le programme a été initié par l’OSE en 1948 et a été testé en priorité sur la SP, il consistait à donner aux enfants en plus du déjeuner, un ‘goûter’ composé de pain avec de la confiture et une boisson nourrissante. En 1949, le coût du goûter pour l’OSE était de 20 francs par enfant.

### Le Programme d’amélioration nutritionnelle (1956)
Le deuxième projet à la suite des recommandations du Dr Schmidt, était de nourrir les enfants sans viande, mais avec des produits laitiers, poissons et œufs. La SP a été choisie par l’OSE et le JOINT comme projet pilote pour prouver l’efficacité du régime. Le programme a commencé en mars 1956, l’amélioration a été constatée rapidement (après 6 mois), le médecin scolaire a constaté que les enfants tous en dessous de huit ans étaient en meilleur état de santé que le groupe témoin qui n’avait pas bénéficié du régime, les enfants avaient pris plus de poids, ils ont grandi plus vite, ont eu un meilleur taux d’hémoglobine, n’ont pas eu de déficience en vitamines et ont eu une meilleure « apparence »,. Ce plan a pu être par la suite étendu à d’autres institutions pour enfants mais cette extension a nécessité une formation du personnel ce qui a pris du temps et de nouveaux investissements. En 1959, un rapport toutefois note que le régime a un déficit en protéine animale : « Le déficit en protéine animale est essentiellement dû à un manque de lait et de fromage dans la ration alimentaire. » En 1960, un rapport note que l’effet de l’action du JOINT est visible dans le bien-être des enfants.

### Gérer une situation de crise
Dans l’après-midi du 11 janvier 1961, 44 enfants de la SP âgés de 5 et 6 ans ont été victimes d’une intoxication alimentaire accompagnée de vomissements, douleurs abdominales et diarrhées. Ces enfants ont immédiatement été traités au dispensaire de l’OSE. Une enquête minutieuse a été entreprise par le JOINT et l'OSE sous la direction du Dr Tavill, qui a déterminé que l’origine de l’intoxication provenait de l’état de santé du personnel des cuisines. Ce dernier a préconisé pour l'avenir, un examen médical approfondi du personnel responsable de l’alimentation ainsi que des mesures d’hygiène strictes Il n’y a pas dans les archives du JOINT de trace de récidive.

### Distribution de vêtements
Jusqu'en 1948, la distribution des vêtements était rendue possible grâce à l'action de la Région de Casablanca qui fournissait des bons de tissu que des entreprises de tailleurs taillaient gratuitement, la distribution étant assumée par des bénévoles. À partir de 1948, Le JOINT a procédé à une distribution de vêtements au moins une fois par an, avec un budget significatif, par exemple en 1958, les 303 enfants de la SP ont reçu des vêtements pour une valeur de 957 050 francs (20 200 euros de 2021). Les photos des années 1960, montrent des enfants en bonne santé et bien habillés.

### Les camps de vacances

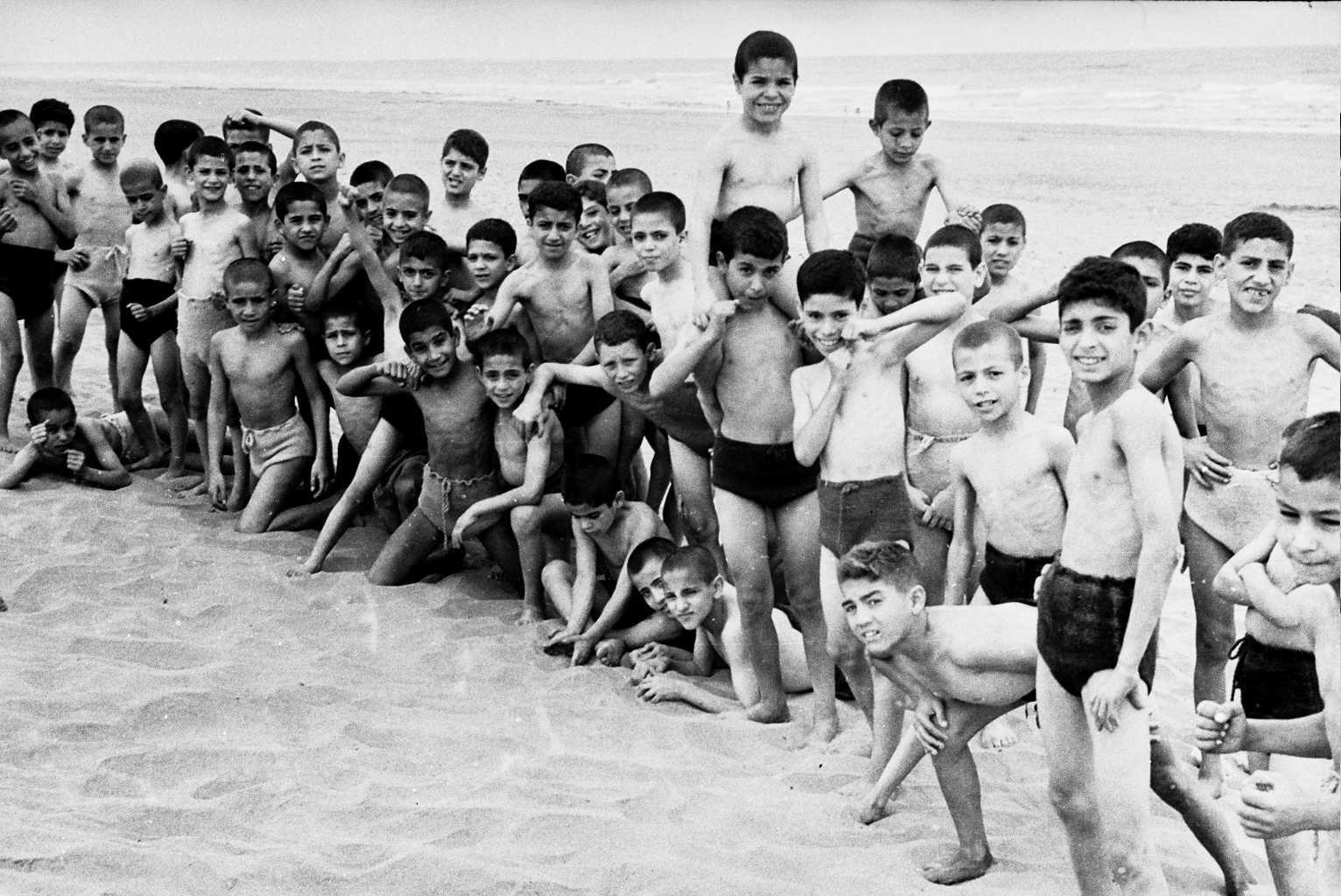
Soupe populaire colonie urbaine 1955

Les institutions juives et les autorités françaises se sont rendu compte très tôt, du besoin de vacances au grand air pour ces enfants qui n’étaient jamais sortis du mellah, qui ne connaissaient ni la mer, ni la montagne. L’organisme L’Aide scolaire de Casablanca organisa des camps dès la fin des années 1940,,. Le DEJJ (Département Éducatif de la Jeunesse Juive) a formé des séries d’éducateurs et moniteurs pour encadrer les camps de vacances. En 1956, 4070 enfants et en 1958, 5 382 enfants ont pu profiter des camps de vacances grâce au financement des autorités et du JOINT. La SP n’a pas été sélectionnée et n’a pu envoyer les enfants dans les montagnes ou dans des centres balnéaires. Une solution alternative, la Colonie urbaine, a été mise sur pied: Durant les vacances d’été, les classes n’avaient pas lieu; mais les enfants néanmoins allaient à la SP où trois repas étaient servis et des activités en plein air étaient organisées par l’équipe. Un tiers des enfants soit une centaine ont profité par rotation de la ‘La Colonie urbaine’: l’AIU a mis à la disposition des organisateurs une école située dans la grande banlieue de Casablanca, non loin de la mer, où les enfants pouvaient dormir et se restaurer. Le matin, les enfants avec une équipe de moniteurs spécialement formés partaient pour la plage où les enfants profitaient du plein air, du sport et des jeux, vers midi, ils rentraient à l’école de l’AIU pour se restaurer et faire une sieste, une voiture amenait la nourriture directement des cuisines de la SP, à midi et le soir.

## Les défis

### Critères d’admission
Un problème pour la SP était la sélection des enfants. En 1961 par exemple, il y avait 400 demandes pour seulement 300 places disponibles. Les services sociaux du JOINT ont établi une table de 15 critères, à chaque critère était associé un nombre de points, plus ce dernier était élevé, plus le candidat avait des chances d’être admis.

### Future intégration dans les écoles de l’AIU
Un autre problème majeur était celui du devenir des enfants au sortir de la SP. Durant l’année scolaire 1957-58, six classes de la SP n’ont pu être admises à l’AIU faute de structures. La situation a été rendue plus difficile après l’indépendance du Maroc du fait de la réduction des classes européennes où les enfants juifs avaient auparavant largement accès, l’obligation du trilinguisme (français, hébreu, arabe) dans les écoles de l’Alliance et un budget gouvernemental plus faible.

## Conclusions
En 1961, à la suite du départ en France du fondateur, le Dr Aboudaram fut nommé président, le nouveau comité était composé par George Lévi, Henri Scali, Meyer Moyal, le Dr et Mme Bensimon. En Octobre 1964, l’institution cessa d’exister après 24 ans d’activité. Les pensionnaires de la SP furent transférés dans des institutions juives existantes de Casablanca. En 1967, Elias Suraqui reçut la Légion d'honneur principalement du fait de son action bienfaitrice au Maroc,,.